# Молчанка (приток Медведки)
Молчанка — река в городе Воскресенск Московской области. Правый  приток Медведки.
Изначально на Молчанке располагалось село Воскресенское. Сейчас на территории города на речке образовано несколько прудов.

## Данные водного реестра
По данным государственного водного реестра России относится к Окскому бассейновому округу, водохозяйственный участок реки — Москва от в/п Заозерье до города Коломны, речной подбассейн реки — притоки Оки до впадения Мокши. Речной бассейн реки — Ока.
Код объекта в государственном водном реестре — 09010101812199000000120.